# La cuna (Gustav Klimt)
La cuna es una pintura de Gustav Klimt, un óleo sobre lienzo de 110 × 110 cm, realizado entre 1917 y 1918 pero que quedó inconcluso en su estudio debido a su muerte, y exhibido en la Galería Nacional de Arte de Washington.
El bebé presentado, del cual son solamente visibles la cabeza y una mano, aparece bajo una imponente manta o pila de telas de motivos multicolores y ondulados que parece esparcirse hacia el espectador.
La cabeza del bebé, situada en la parte superior de la composición, actúa como vértice de un triángulo en el que se inscribe la estructura de la obra. El fuerte colorido de la Cuna muestra influencias del fauvismo y del arte popular eslavo, que el pintor conoció tras un viaje a Moravia en 1917.